# August Wilhelm von Hofmann
August Wilhelm von Hofmann (ur. 8 kwietnia 1818 w Gießen, zm. 5 maja 1892 w Berlinie) – niemiecki chemik, odkrywca reakcji amin nazwanych na jego cześć: degradacją (lub przegrupowaniem) Hofmanna, eliminacją Hofmanna i reakcją Hofmanna-Löfflera.
W 1866 wynalazł on urządzenie do elektrolizy wody zwane obecnie aparatem Hofmanna (lub woltomierzem Hofmanna). Laureat Medalu Copleya. W 1883 odznaczony został Pour le Mérite za Naukę i Sztukę.

## Życiorys
Z początku studiował prawo i filologię w Getyndze, od 1836 studiował chemię u Justusa von Liebiga, był jego asystentem, w 1843 roku wypromował go i otrzymał habilitację w 1845. Został adiunktem chemii na Uniwersytecie w Bonn. Z polecenia Liebiga i na życzenie angielskiego księcia Alberta przyjął w tym samym roku posadę profesora na Royal School of Miners w Londynie. W tym samym czasie zlecono mu kierowanie Royal College of Chemistry w Londynie, w którym zakończył karierę naukową w Wielkiej Brytanii. Później był zaangażowany w przygotowania do Wystawy światowej w Londynie w roku 1851 i 1852.
Po śmierci księcia Alberta otrzymał wezwanie do Bonn, zabrał też szkice „Chemii” z zamku Poppelsdorfer. Zanim tam się wprowadził, otrzymał w 1864 wezwanie na Uniwersytet Humboldtów w Berlinie, gdzie został aż do śmierci. W 1867 został współzałożycielem, członkiem i pierwszym prezesem Niemieckiego Towarzystwa Chemicznego. Od 1871 współpracował z Julią Lermontową, która jako jego studentka prowadziła badania w jego laboratorium w Berlinie.
Jego grób znajduje się na cmentarzu miejskim Dorotheenstadt w Berlinie.